# Vince Cusimano
Vincent „Vince“ Cusimano (* 22. März 1981 in Birmingham, Alabama) ist ein US-amerikanischer Schauspieler, Drehbuchautor und Filmproduzent.

## Leben
Cusimano wurde am 22. März 1981 in Birmingham geboren. Sein Filmschauspieldebüt gab er 2007 in der Filmproduktion Walk Hard: Die Dewey Cox Story. In den nächsten Jahren folgten überwiegend Besetzungen in verschiedenen Kurzfilmproduktionen. 2009 spielte er in fünf Episoden der Fernsehserie Creepfest mit und war auch als Drehbuchautor und Produzent involviert. Von 2016 bis 2019 stellte er in elf Episoden der Miniserie The Valley die Rolle des Detective Dan Campbell dar. 2020 verkörperte er im Horror-Actionfilm Blade: The Iron Cross mit der Rolle des Detective Lieutenant Jonas Gray neben Tania Fox eine der Hauptrollen. Der Film gehört zur Puppet-Master-Filmreihe. 2023 war er im Horrorfilm Las Vegas Frankenstein als Hauptdarsteller in der Rolle des Victor Van Pelt zu sehen. Er verfasste außerdem das Drehbuch. 2024 wirkte er unter anderen im Horror-Actionfilm Witch Hunter – Der Hexenjäger in der Rolle des Dreas mit. Im selben Jahr erschien der Kurzfilm Charlie Christ, für den er das Drehbuch schrieb, die Produktion übernahm und in der männlichen Hauptrolle des gleichnamigen Charlie Christ zu sehen war. Der Kurzfilm wurde unter anderen auf dem Cineplay International Film Festival, dem Something Wicked Film Festival und dem Kinodrome International Motion Picture and Screenplay Festival gezeigt.

## Filmografie (Auswahl)

### Schauspiel
- 2007: Walk Hard: Die Dewey Cox Story (Walk Hard: The Dewey Cox Story)
- 2008: Haste (Kurzfilm)
- 2009: Awaken (Kurzfilm)
- 2009: George’s Intervention
- 2009: Creepfest (Fernsehserie, 5 Episoden)
- 2010: The Gruesome Death of Tommy Pistol
- 2011: Frankie in Blunderland
- 2011: Turnover (Kurzfilm)
- 2012: Monsters in the Woods
- 2012: Written by a Kid (Fernsehserie, Episode 1x07)
- 2012: Vandez
- 2012: Jerry and Tom (Kurzfilm)
- 2013: After Forever (Kurzfilm)
- 2014: Mega Shark vs. Mechatronic Shark (Mega Shark vs. Mecha Shark)
- 2014: Ollo De Nollo
- 2014: Poolside (Kurzfilm)
- 2015: The Exile of Lodo Kahn (Kurzfilm)
- 2015: Herlock (Fernsehfilm)
- 2015: Selves (Kurzfilm)
- 2015: Stage Five (Kurzfilm)
- 2016: God Wrest His Soul (Kurzfilm)
- 2016: Vagrant (Kurzfilm)
- 2016: Shadow Chaser (Kurzfilm)
- 2016: Escape the Living Dead (Kurzfilm)
- 2016: In Darkest Slumber (Kurzfilm)
- 2016: Grindsploitation
- 2016: Confessions
- 2016: Nick’s Van (Kurzfilm)
- 2016: Survival (Kurzfilm)
- 2016–2017: Fiendish Things (Podcast, 2 Episoden)
- 2016–2019: The Valley (Miniserie, 5 Episoden)
- 2017: Bigger Than the Beatles
- 2017: The Voices of Warriors (Kurzfilm)
- 2017: A Good Brother (Kurzfilm)
- 2017: 60 Seconds to Die
- 2018: Grindsploitation 4: Meltsploitation
- 2018: Dogged (Kurzfilm)
- 2019: Betrayed (Fernsehserie, Episode 3x05)
- 2019: Oma (Kurzfilm)
- 2019: Low (Kurzfilm)
- 2019: Pigster
- 2020: Blade: The Iron Cross
- 2021: Into the Devil’s Reach
- 2021: Hypocritical Hit (Kurzfilm)
- 2022: Valkyrie and Jack: A Love Story (Kurzfilm)
- 2023: Teddy Told Me To
- 2023: Las Vegas Frankenstein
- 2023: Britney Lost Her Phone
- 2024: Charlie Christ (Kurzfilm)
- 2024: My Cold-Blooded Alpha King (Miniserie, 5 Episoden)
- 2024: Witch Hunter – Der Hexenjäger (Witch Hunter)
- seit 2024: My Lovely Wife Is a Big Shot (Miniserie)

### Filmschaffender
- 2009: Creepfest (Fernsehserie, 5 Episoden; Drehbuch; 2 Episoden; Produktion)
- 2015: Stiff (Kurzfilm; Drehbuch)
- 2023: Teddy Told Me To (Drehbuch)
- 2023: Las Vegas Frankenstein (Drehbuch)
- 2024: Charlie Christ (Kurzfilm; Drehbuch, Produktion)